# Aloe perfoliata
Aloe perfoliata je sukulentní, poléhavá, jednoděložná rostlina z čeledi asfodelovité. Vyskytuje se výhradně v Kapsku v Jihoafrické republice.

## Pojmenování a klasifikace
Druh Aloe perfoliata byl dříve známý jako Aloe mitriformis. Vzhled této rostliny je proměnlivý v závislosti na okolním prostředí, a proto různé skupiny obyvatelstva měly za to, že se jedná o odlišné druhy rostlin. Jihoafrický Národní ústav Biodiverzita (SANBI) nyní uznává, že dříve známé druhy jako jsou Aloe mitriformis, Aloe distans, Aloe comptonii, Aloe albispina a Aloe flavispina patří do jednoho druhu - Aloe perfoliata.

## Vzhled
V přirozeném prostředí má Aloe perfoliata dlouhé, poléhavé, větvené stonky, dorůstající délky do 2 metrů a rozrůstající se po zemi a po skalách. Koncové části stonků bývají vzhůru zvednuté a zakončené růžicí listů. Listy jsou dužnaté, na okraji s drobnými, bílými, neškodnými ostny.
Tento druh má v závislosti na podmínkách okolního prostředí velmi variabilní vzhled, proto je jeho identifikace někdy obtížná. U rostlin rostoucích na přímém slunci jsou listy uspořádané v těsných růžicích a namodralé, zatímco ve stínu jsou zelené, v rozvolněných růžicích. V suchém prostředí mají listy červenou barvu a jsou často dovnitř zkroucené.
Květy jsou červené, uspořádané v dlouze stopkatých, klasovitých květenstvích kulovitého až šišticovitého tvaru.
Na rozdíl od většiny příbuzných druhů, které kvetou v zimě, tento kvete v létě.

## Výskyt
Druh Aloe perfoliata je endemitem oblasti Kapska v Jihoafrické republice. Vyskytuje se zejména v provincii Západní Kapsko, drobnější arely jsou však i v provinciích Severní a Východní Kapsko. Roste nejčastěji ve skupinách na skalních výchozech v suchomilné vegetaci známé jako fynbos.
Obvykle se nacházejí ve skupinách na kamenných a skalních výčnělcích. Ačkoliv dávají přednost plochým skalnatým stanovištím, není neobvyklé vidět je růst zavěšené na svislých skalních stěnách.

## Využití
Velmi tuhý a kompaktní druh, dobře vypadající na skalnatých svazích a stěnách. Snadno přežije horká léta, ale i sníh v zimě, tudíž přežívá i v mírném pásmu. Odvodněné skalky jsou ideálním místem pro růst, kde mohou pokrývat velké a nevzhledné plochy. Jsou také populární v suchých zahradách, protože kvetou v létě (na rozdíl od většiny jiných druhů aloe). Snadno se množí stonkovými řízky.